# بايارد إتش. فولكنير
بايارد إتش. فولكنير هو سياسي أمريكي، ولد في 19 يوليو 1894، وتوفي في 1983. انتخب Mayor of Montclair, New Jersey ‏.